# Admontia flavibasis
Admontia flavibasis là một loài ruồi trong họ Tachinidae.